# كريستيان مارتل
كريستيان مارتل (بالفرنسية: Christiane Martel)‏ (ولدت كريستيان ماغناني في 18 يناير 1932) ممثلة فرنسية وحاملة لقب مكلة جمال بعد تتويجها بمسابقة ملكة جمال الكون 1953 لتصبح ثاني امرأة تفوز باللقب .

## روابط خارجية
- كريستيان مارتل على موقع IMDb (الإنجليزية)
- كريستيان مارتل على موقع قاعدة بيانات الفيلم (الإنجليزية)